# ル・アモー・ドゥ・ラ・レーヌ

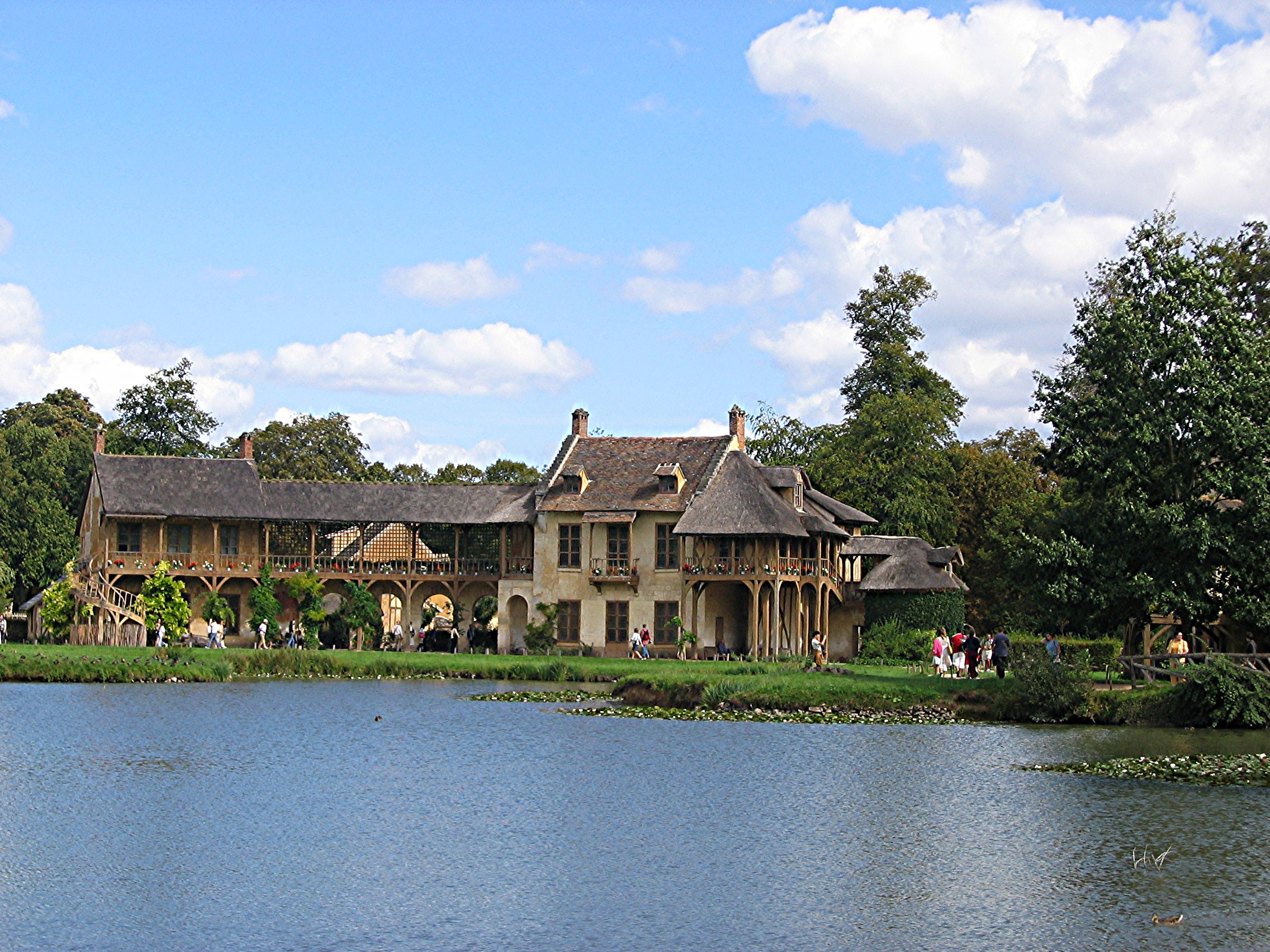
王妃の家 (Maison de la Reine)

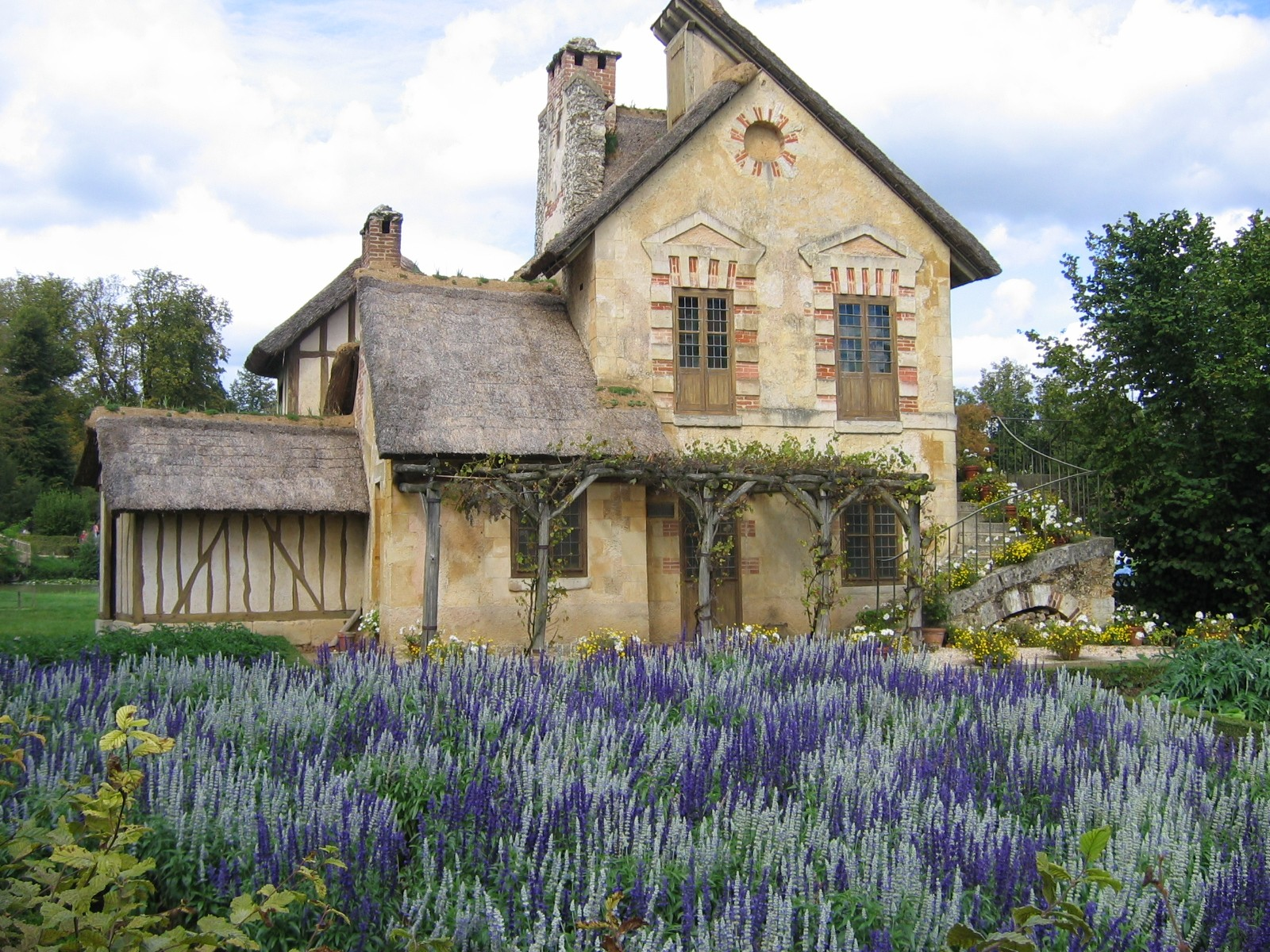
王妃の家の12m背後にある調理場とリネン室 (Réchauffoir)

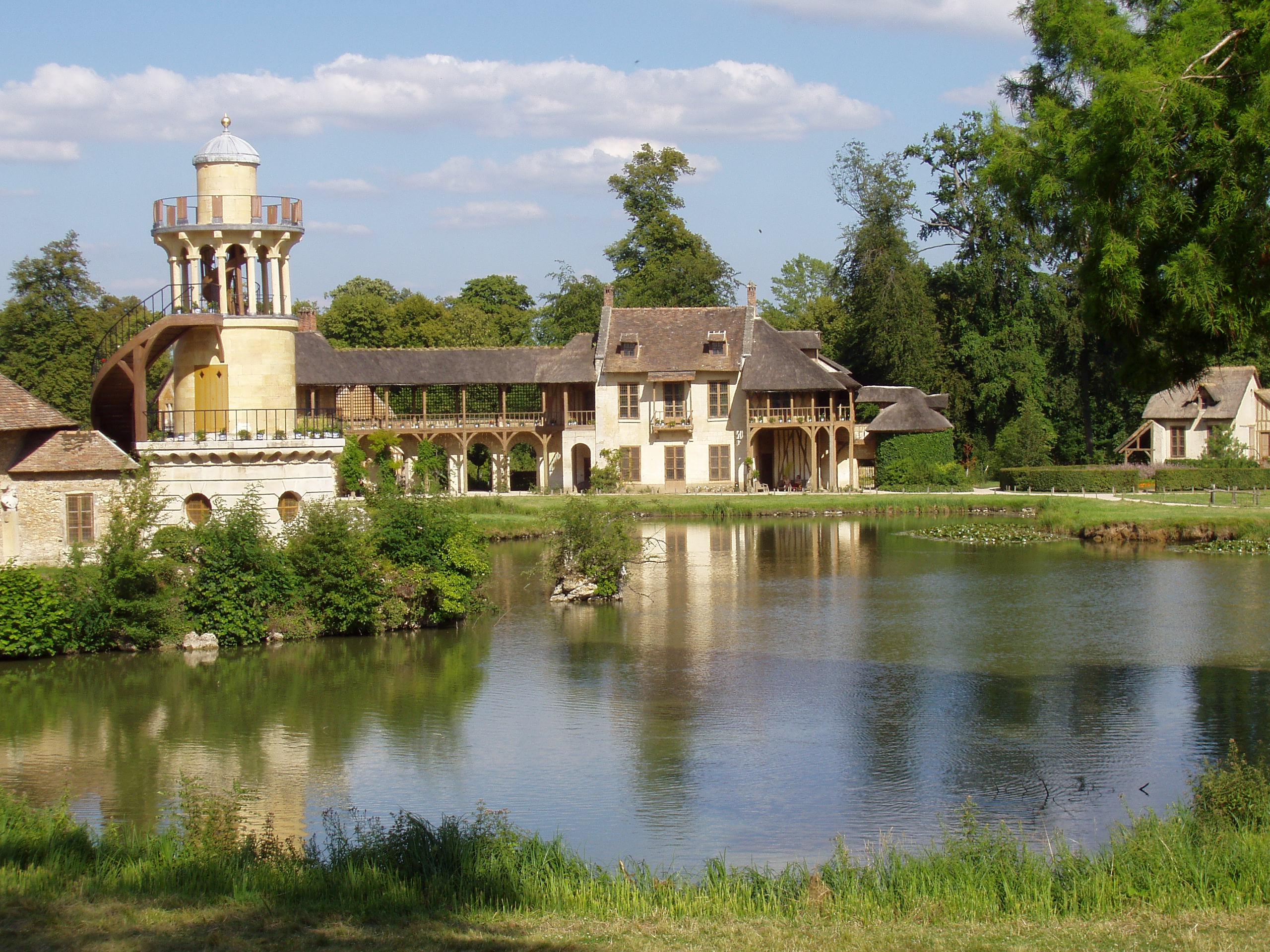
マールバラ塔 (Tour de Marlborough) と王妃の家

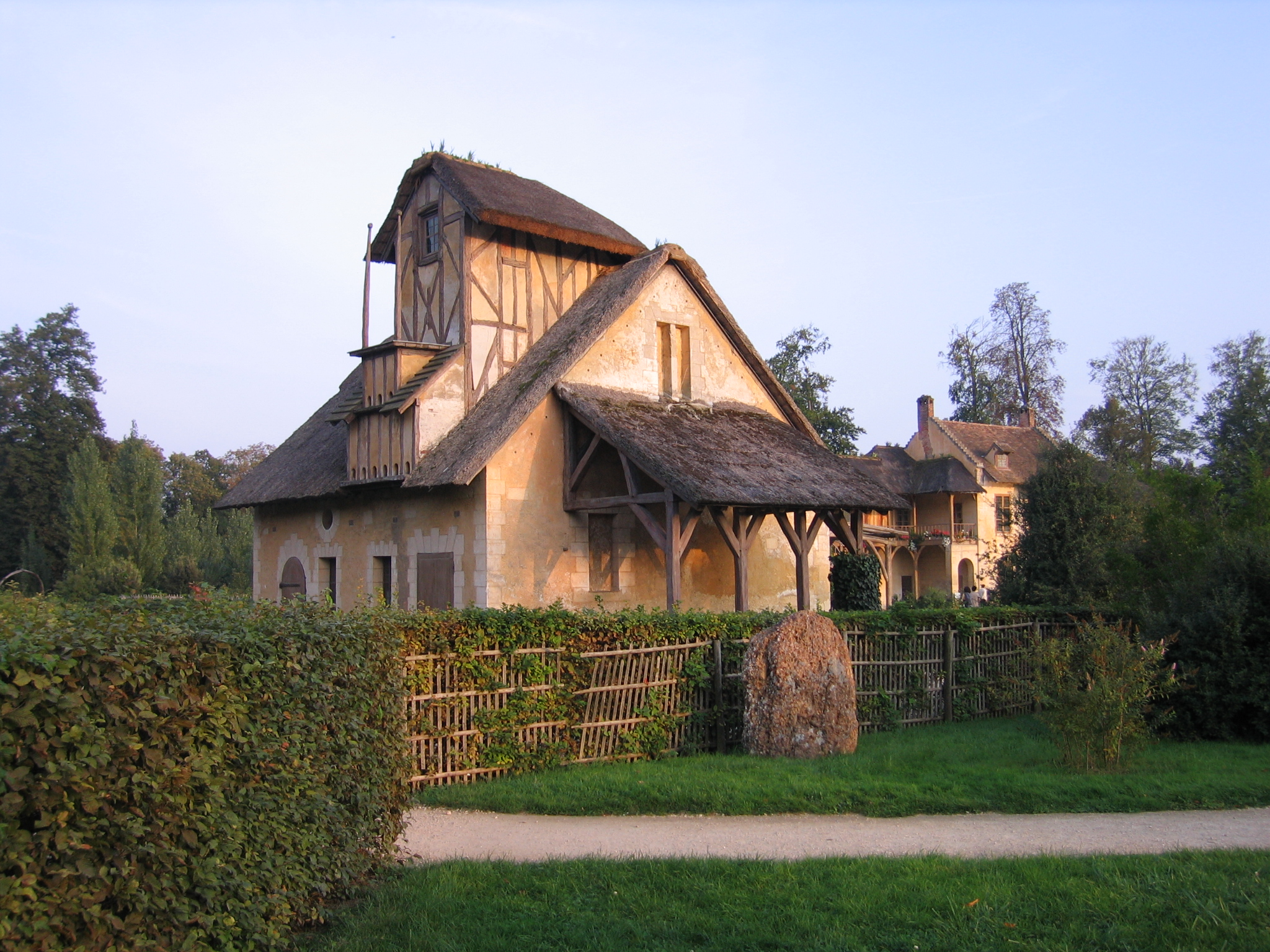
鳩小屋 (Colombier du Hameau de la Reine)

Plan du hameau de la Reine
1. Ferme
2. Laiterie de propreté
3. Tour de Marlborough
4. Ancienne laiterie de préparation
5. Ancienne grange
6. Maison du garde
7. Colombier
8. Maison du billard
9. Maison de la Reine
10. Réchauffoir
11. Boudoir «petite maison de la Reine»
12. Moulin

ル・アモー・ドゥ・ラ・レーヌ（Le hameau de la Reine、王妃の村里）は、イギリス式庭園風に理想的な村を模して、主にフォリー（居住用ではない装飾用の建築物）が建てられている庭園である。フランス国王ルイ16世王妃マリー・アントワネットのためにヴェルサイユ宮殿の一角プチ・トリアノンに建てられた。現在、この"村里"はヴェルサイユ美術館に属し、訪問することができる。

## 歴史
1774年、王妃マリー・アントワネットは夫のルイ16世からの贈り物としてプチトリアノン宮殿を与えられた。これはマリー・アントワネットにとって、しきたりと宮廷生活の厳しさから逃れることができるエルミタージュのような場所であった。幾何学模様のフランス式庭園に対して、彼女は宮殿の周囲を自然の景観美を重視したイギリス式庭園風にして、館の庭園面積を変更していく。 
マリーには、時折くつろぐことができる場所である小さな村への愛情が生まれた。1783年から1788年までにプチトリアノンの東にリシャール・ミーク (Richard Mique) により設計されたハムレット (フランス語: hameau、アモー）がマリーのために作られていった。ただこうした人里離れた村のアイデアは新しいものでもなく、当時は田舎風の装いはファッショナブルであり、田舎での生活も自由や美といった観念に関連していた。 
18世紀後半から19世紀には、 ジャン＝ジャック・ルソーのような哲学者たちも自然に近い生活を推進していったのである。他の庭園でもイギリス式庭園で言う似たようなフェルメ・オルネ (Ferme ornée、観賞用の装飾的な農場) は生じ、コンデ公ルイ5世ジョゼフが造らせたシャンティイ城のアングロ＝シノワ式庭園と呼ばれるアモーの他、いずれもマリー・アントワネットが賞賛したランバル公妃が造らせたランブイエ城のイギリス式庭園風アモー "ラ・ショミエール・オ・コキヤージュ (La chaumière aux coquillages)" と、ポンパドゥール夫人が造らせたムードンにあるベルビュー城 (Château de Bellevue) のフォリー "メダム・タントゥ (Mesdames Tantes)" もモデルとしていた。しかしここでは、その種のもので最も完璧な施設が作られたのである。 
アモーでの王妃の生活は民衆からの不人気へとつながっていった。彼女の浪費癖ないし無駄遣いはすでに悪評を得ており、銀のレーキや小さな磁器のバケツを持ったマリー・アントワネットが「農民の生活」を送っていたという考えは、当時まったくひどい生活を強いられていた田舎の人々を困惑させただけでは事足りず、さらに村の維持に多額の金銭を飲み込むという噂が流布していた。 
マリーはフランス革命の過程で処刑され、建築家リシャール・ミーク (Richard Mique) も同じ運命に遭った。村里はその余波に巻き込まれた。しかし、皇帝ナポレオンにより1810年には修復された。

## 構造
農村のさまざまな側面を統合するために、人工湖の周りに形成される。ノルマンディー農家の建物を彷彿とさせるが、正確な文体分類は不可能であり、おそらく現実的な表現は意図されていなかったとみられる。集落はさまざまな機能をもつ1ダースの建物で構成されていた。最も重要である建物は王妃の家「Maison de la Reine」である。農場、製粉所、漁業、酪農場、見張り塔 Tour de Marlboroughも備えた。
1785年以降、マリーはトゥーレーヌ出身の家族も迎えた。トゥーレーヌは農村共同体を維持しており、村に雰囲気のあるイメージを作り出すからである。 
家の外装こそ明確にシンプルであるがインテリアは高品質で豪華な内装で驚かされた。このように王妃の家は壮大な私室で装飾され、ビリヤードルームを持ち、木製のギャラリーを介してボールルームにつながっていたという。 